# Сухомел, Георгий Иосифович
Георгий Иосифович Сухомел (30 августа (11 сентября) 1888 — 16 июля 1966) — советский учёный в области гидравлики и гидромеханики, академик АН УССР (с 1951). Лауреат Сталинской премии в области науки, заслуженный деятель науки и техники Украинской ССР (22.12.1957).

## Биография
Родился Г. И. Сухомел 11 сентября 1888 г. на чешском хуторе Голендры Бердичевского уезда Киевской губернии (ныне село Николаевка Козятинского района Винницкой области).

### Обучение
В 1902 году Г. Сухомел окончил церковно-приходскую двухклассную школу в селе Николаевка. В 1903 году поступил учиться в реальное училище Святой Екатерины в Киеве. В 1906 году его отчисляют из училища за участие в кружке, изучал революционную литературу. В 1908 году экстерном сдал экзамены в училище и получил диплом. В том же года поступает на механический факультет Киевского политехнического института Императора Александра ІІ. В 1914 году заканчивает институт и получает диплом инженера-технолога по специальности «гидромеханика» и чин 10-го класса в случае его работы на гражданской службе. В течение 1914—1916 годов — профессорский стипендиат на кафедре гидравлики и гидромеханических машин Киевского политехнического института.

### Педагогическая и научная работа
На протяжении 1914—1949 гг. — преподаватель, заведующий кафедрой гидравлики, декан механического факультета Киевского политехнического института. С 1915 г. до 1959 г. — преподаватель, заведующий кафедрой гидравлики и использования водной энергии в Киевском сельскохозяйственном гидротехническом училище (ныне Национальный университет водного хозяйства и природопользования). В течение 1927—1958 гг. старший научный сотрудник, заведующий кафедрой гидравлики, директор Научно-исследовательский институт водного хозяйства (ныне Институт гидромеханики НАН Украины. 9 сентября 1936 г. Г. И. Сухомел получил учёное звание кандидата технических наук без защиты диссертации. В 1948 г. в Киевском политехническом институте защитил докторскую диссертацию на тему: «Вопросы теории неравномерного движения жидкости в открытых руслах и сооружениях».
Большое внимание учёный уделял проведению научно-исследовательской работы в области гидравлики и созданию экспериментальной базы. По его инициативе и под его руководством в Киеве построили три гидравлические лаборатории: в 1926—1932 гг. — в Киевском мелиоративном институте, 1937—1939. — в Киевском политехническом институте и в 1938—1940 гг. в Институте гидрологии АН УССР. Сухомел развил теорию равномерного движения жидкостей со свободной поверхностью в открытых водотоках, экспериментально установил и теоретически доказал возможность двух форм движения воды в открытых руслах и гидротехнических сооружениях. Изучал движение судов по рекам и каналам; результаты этих исследований стали основой для разработки рекомендаций по безопасному плаванию в открытых фарватерах. Решил ряд проблем инженерной гидравлики. Г. И. Сухомел — автор более 100 научных трудов.
Умер 16 июля 1966 г. в Киеве и похоронен на Байковом кладбище.

## Награды
- орден «Знак Почёта» (01.10.1944)

## Память
В 1974 г. в Институте архивоведения Национальной библиотеки Украины им. В. И. Вернадского сформирован личный фонд учёного за № 25.

## Основные научные труды
1. Сухомел Г. И. Питательные насосы. — Киев : Изд-во Киевского отделения Сахартреста. — 1926. — 30 с.
2. Сухомел Г. И. Гидравлика. — Киев : Изд-во Киевского гидромелиоративного института. — 1927. — 384 с.
3. Сухомел Г. И. Гидравлика : учебник для инженерно-мелиоративных институтов. — Харьков-Киев : Держсільгоспвидав, 1933. — 280 с.